# Masiakasaurus
 Masiakasaurus  ist eine Gattung kleiner theropoder Dinosaurier aus der Oberkreide Madagaskars. Sie ist der am besten bekannte Vertreter der Noasauridae, einer sehr wenig bekannten Gruppe innerhalb der Ceratosauria. Einzige Art ist Masiakasaurus knopfleri. 
Bezeichnend für diesen zweibeinigen Dinosaurier war die Bezahnung – so waren die vordersten Zähne nach vorne gerichtet. Dieses innerhalb der Theropoden seltene Merkmal (sonst nur noch von Epidexipteryx bekannt) deutet auf eine spezialisierte Ernährungsweise; so könnten die vordersten Zähne möglicherweise zum Packen von Fischen oder Insekten gedient haben.

## Fund, Forschungsgeschichte und Namensgebung
Masiakasaurus ist von Fossilien aus 30 verschiedenen Fundorten bekannt, die nahe dem Dorf Berivotra im nordwestlichen Madagaskar gelegen sind. Die Fossilien in den Jahren 2001, 2003, 2005 und 2007 von Expeditionen des Mahajanga Basin Projects geborgen. Die zahlreichen Einzelfunde decken insgesamt etwa 65 % des Skeletts ab; wichtige noch fehlende Skelettpartien schließen einige Schädelknochen, verschiedene Knochen der Hand sowie den Unterarm mit ein.
Alle Fossilien stammen aus der Oberkreide (Campanium) der Maevarano-Formation – diese Formation ist für ihre reichhaltige Fossilfauna bekannt und barg unter anderem die Fossilien des Abelisauriden Majungasaurus, des Dromaeosauriden Rahonavis, des Titanosauriers Rapetosaurus sowie verschiedene Gattungen von Crocodylomorpha und fossilen Vögeln.
Wissenschaftlich beschrieben wurde Masiakasaurus 2001 von drei Paläontologen der University of Utah – Scott Sampson, Matthew Carrano und Catherine Forster – in der Fachzeitschrift Nature. 2002 folgte eine ausführlichere Beschreibung. 2011 erschien eine Beschreibung weiterer Fossilien, die seit 2002 entdeckt wurden.
Der Name Masiakasaurus bedeutet so viel wie „Bösartige Echse“ (Malagasy masiaka – „bösartig“, gr. sauros – „Echse“). Der zweite Teil des Artnamens, knopfleri, ist benannt nach dem britischen Sänger und Songschreiber Mark Knopfler, „whose music inspired expedition crews“.

## Merkmale
Masiakasaurus war ein kleiner, zweibeinig laufender Dinosaurier, der eine Körperlänge von etwa 2 m erreichte. Die Augenhöhlen waren groß, während die Schnauze lang war, was dem Schädel ein langes und niedriges Profil gab. In Draufsicht läuft die Schnauze nach vorne spitz zu. Diese Merkmale folgen dem Bauplan, wie er für die meisten ursprünglichen (basalen) Theropoden typisch ist. Der Vorderrand des Stirnbeins (Frontale) markiert den breitesten Punkt des Schädels, hinter diesen Punkt verlaufen die Seiten des Schädels etwa parallel. Der Unterkiefer, insbesondere die Verbindungspunkte zwischen dem vorderen, zahntragenden Teil des Unterkiefers (Dentale) und den hinteren Kieferknochen, ähnelt denen der Abelisauridae: So war beispielsweise das von diesen Kieferknochen umschlossene Mandibularfenster sehr groß.
Masiakasaurus unterschied sich von allen anderen bekannten Theropoden durch das Gebiss: So verliefen die zahntragenden Kanten von Ober- und Unterkiefer nicht parallel zueinander, sondern waren im vorderen Abschnitt der Schnauze nach oben und nach unten gekrümmt, was dazu führte, dass die vordersten Zähne im Unter- und Oberkiefer nach vorne gerichtet waren. Außerdem war die Bezahnung ausgeprägt heterodont, das heißt, die Form der Zähne variierte entlang der Zahnreihe. Im paarigen Unterkiefer waren die jeweils vier ersten Zähne nach vorne gerichtet, wobei der erste Zahn einen Winkel von lediglich 10° relativ zur Horizontalen aufwies. Die nach vorne gerichteten Zähne des Unterkiefers waren lang und schwach löffelförmig, wobei ihre Spitzen hakenartig nach hinten geneigt waren. Die Schneidekanten waren schwach gezahnt. Die hinteren Zähne waren seitlich abgeflacht, wobei die Schneidekanten stärker gezahnt waren.
Der Hals war lang im Vergleich mit Vertretern der Abelisauridae, aber etwa ebensolang wie der vieler anderer kleinerer Theropoden wie Elaphrosaurus. Nahezu alle Theropoden zeigen einen S-förmig gekrümmten Hals. Bei Masiakasaurus jedoch verlief die Wirbelsäule im Schulterbereich gerade, worauf die nur geringe Variation der Wirbelkörper in diesem Abschnitt der Wirbelsäule hinweist. Dieses ungewöhnliche Merkmal weist darauf hin, dass die vordere Hälfte des Halses gekrümmt war, während die hintere Hälfte in einer horizontalen Linie an den Schulter- und vorderen Rückenbereich anschloss. Erst im Bereich der hinteren Rückenwirbel und des Kreuzbeins (Sacrum) neigte sich der Rücken leicht nach oben.
Während Vertreter der Abelisauridae stark zurückgebildete und vermutlich funktionslos gewordene Arme aufwiesen, waren die Arme von Masiakasaurus nicht zurückgebildet und glichen denen typischer basaler (ursprünglicher) Theropoden. So war der Oberarmknochen (Humerus) lang und schlank. Die Anzahl der Handstrahlen kann aus den gefundenen Fossilien nicht bestimmt werden; verwandte Gattungen wiesen jedoch vier Strahlen auf, weshalb diese Anzahl auch für Masiakasaurus angenommen wird (Prinzip der phylogenetischen Umklammerung).
Der fragmentarische Fund der verwandten Gattung Noasaurus schließt eine vergrößerte, stark gekrümmte Kralle mit ein, die den „Sichelkrallen“ der Deinonychosauria ähnelt. Tatsächlich wurde diese Kralle als Fußkralle beschrieben, obwohl neuere Studien zeigen, dass es sich tatsächlich um eine Handkralle handelte. Ob Masiakasaurus eine ähnliche Kralle besaß, ist unbekannt – obwohl die mit den Krallen gelenkten Fingerglieder von Masiakasaurus eine ähnliche Morphologie aufwiesen wie das Fingerglied von Noasaurus, das mit der vergrößerten Kralle gelenkte.

## Systematik
Anfangs wurde Masiakasaurus als ein basaler Vertreter der Abelisauroidea klassifiziert, der mit Laevisuchus und Noasaurus verwandt gewesen ist. 2002 stellten Carrano und Kollegen diese drei Gattungen zu den Noasauridae, einer Gruppe innerhalb der Abelisauroidea, die den Abelisauridae als Schwestergruppe gegenübergestellt wird. Die Verwandtschaftsbeziehungen innerhalb der Noasauridae konnten bislang nicht aufgelöst werden; in phylogenetischen Analysen bilden die Vertreter dieser Gruppe somit stets eine Polytomie.

## Paläobiologie
Anhand der gefundenen Gliedmaßenknochen können zwei verschiedene Morphen unterschieden werden – eine „robuste“ und eine „grazile“ Mophe. Die robuste Morphe unterscheidet sich von der grazilen Morphe durch vergrößerte Ansatzstellen für Muskeln und Ligamente; außerdem war das Schienbein (Tibia) bei der robusten Morphe mit den Fußwurzelknochen (Tarsalia) verschmolzen. Carrano und Kollegen (2002) vermuten, dass es sich bei dieser Variation möglicherweise um Geschlechtsdimorphismus handeln könnte. Die Möglichkeit, dass diese Variation auf unterschiedliche Populationen zurückzuführen ist, kann nicht ausgeschlossen werden, erscheint jedoch unwahrscheinlich, da die meisten Fossilien aus ein und demselben Fundort stammen.
Die nach vorn gerichteten vorderen Zähne eigneten sich vermutlich als Präzisionswerkzeug zum Packen kleiner Beutestücke, waren jedoch nicht zum Reißen oder Schneiden geeignet, worauf ihre Ausrichtung, die gerundeten Spitzen und die schwache Sägung hinweist. Die hinteren Zähne dagegen folgten dem für Theropoden typischen Bauplan und waren seitlich abgeflacht, gekrümmt und beidseitig gesägt, was auf eine Funktion als Schneidewerkzeug hinweist. Carrano und Kollegen (2002) bemerken, dass diese Kombination von Merkmalen Masiakasaurus möglicherweise als einen Insektenfresser oder einen Fischfresser ausweisen könnte.
Eines der gefundenen Rabenbeine (Coracoid) weist eine Reihe kleiner Öffnungen auf. Dabei könnte es sich um nicht verheilte Bissspuren handeln, die entweder von einem Fressfeind oder von einem Aasfresser zugefügt wurden. Möglicherweise rühren diese Öffnungen jedoch auch von einer Infektion her, worauf der erhöhte Rand einer der Öffnungen hinweist.

## Belege